# ۴-هیدروکسی کومارینز
۴-هیدروکسی کومارینز (به انگلیسی: 4-Hydroxycoumarins) با فرمول شیمیایی C9H6O3 یک ترکیب شیمیایی با شناسه پاب‌کم 31260 است. که جرم مولی آن ۱۶۲٫۱۴ گرم بر مول می‌باشد. 